# Viking d'la Rousserie
Viking d'la Rousserie (né le 18 mars 2009) est un cheval hongre Selle français de robe alezane, monté en saut d'obstacles par le cavalier français Kevin Staut.

## Histoire
Viking d'la Rousserie naît le 18 mars 2009, à l'élevage de Michel Roger, l'élevage d'la Rousserie situé à Colomby, département de la Manche, en Normandie,,. Il est le second cheval star né dans cet élevage après Ratina d'la Rousserie, par le même père, à savoir Quaprice Bois Margot. 
D'après son éleveur Michel Roger, il s'agit d'un poulain « magnifique » doté d'un fort caractère, doté de davantage de souplesse que Ratina. Il montre ses qualités dès les séances de saut en liberté à deux ans. Il est débourré par Stéphane Dufour à l'âge de trois ans, et présenté au concours d'élevage de Saint-Lô cette même année. Il est également agréé comme étalon reproducteur. 
Il suit le cycle classique des jeunes chevaux de saut d'obstacles de 4 ans, 5 ans et 6 ans, en se qualifiant à 4 ans. Son cavalier Stéphane Dufour en devient également pour moitié son propriétaire. Viking est revendu à l'âge de sept ans. Il appartient successivement à Fabrice Schmidt, puis à Mathis Burnouf pendant quelques mois, avant d'être finalement confié au cavalier français international Kevin Staut à l’été 2018. Il réussit son premier parcours sans fautes au niveau 5 étoiles à 1,60 m en fin d'année 2018. Il est également castré en décembre 2018.
Il n'est pas sélectionné aux Jeux olympiques d'été de 2020 pour raisons de santé.
Il reste convalescent pendant neuf mois jusqu'au début de l'année 2024, puis retrouve la compéttion au mois de janvier à Kronenberg. Il est sélectionné avec Kevin Staut pour les Jeux olympiques d'été de 2024, mais ne passe pas l'inspection vétérinaire en raison d'un hématome au pied.

## Description
Viking d'la Rousserie est un cheval hongre de robe alezane, inscrit au stud-book du Selle français,. Il mesure 1,66 m à l'âge de deux ans.
Il est décrit comme « délicat, joueur et bondissant ».

## Palmarès
Il atteint un indice de saut d'obstacles (ISO) de 171 en 2022.

## Origines
Il présente des origines principalement françaises et secondairement allemandes, puisque c'est un fils de l'étalon Holsteiner Quaprice Bois Margot, sa mère Hermine de Brekka étant une Selle français,. 
Il présente 51 % d'origines Pur-sang selon le calcul de l'institut français du cheval et de l'équitation.

## Descendance
Viking d'la Rousserie est le père de 26 poulains (en juillet 2024).